# Andreas Holschneider
Andreas Holschneider (* 6. April 1931 in Freiburg im Breisgau; † 24. September 2019 in Baden-Baden) war ein deutscher Musikhistoriker und Schriftsteller.

## Leben
Holschneider wurde 1931 als ältester von vier Söhnen des Chemikers Friedrich Wilhelm Holschneider und Olga Holschneider, geb. Krafft, geboren. Er studierte Klavier bei Edith Picht-Axenfeld an der Hochschule für Musik Freiburg, erwarb im Jahr 1956 das Konzert-Diplom, studierte anschließend Musikwissenschaft und Romanistik und wurde im Jahr 1960 mit einer Arbeit über Händels Messias in Mozarts Bearbeitung an der Eberhard Karls Universität Tübingen zum Dr. phil. promoviert.
Nach einem einjährigen Forschungsaufenthalt in Italien zur Untersuchung von Quellen für die Neue Mozart-Ausgabe wurde er Assistent am Musikwissenschaftlichen Institut der Hamburger Universität. Er habilitierte sich dort mit einer Arbeit über die frühesten kontrapunktischen Musikstücke im Mittelalter.
Im Jahr 1970 übernahm er die Leitung der Archiv Produktion der Deutschen Grammophon Gesellschaft. Nach verschiedenen Berufsetappen innerhalb der Deutschen Grammophon Gesellschaft wurde er im Jahr 1987 Geschäftsführer und Präsident der Deutschen Grammophon.
Bis zu seinem Tod im September 2019 lebte er in Baden-Baden. Er war verheiratet, hatte einen Sohn und eine Tochter.

## Veröffentlichungen

### Ausgaben
- Wolfgang Amadeus Mozart. Neue Ausgabe sämtlicher Werke. (Internationale Stiftung Mozarteum, Salzburg, Bärenreiter) Serie X, Werkgruppe 28, Bände 1–4: Bearbeitung von Werken Georg Friedrich Händels „Acis und Galatea“, „Messias“, „Das Alexander-Fest“, „Ode auf St. Cäcilia“ daselbst
- Bühnenwerke Serie X, Band 13  „L'Oca del Cairo“, Nachtrag und Krit. Bericht.

### Schriften (Auswahl)
- Die Organa von Winchester. Studien zum ältesten Repertoire polyphoner Musik. Olms, Hildesheim 1967, DNB 482229039.
- Claudio Monteverdi: überpersönlich – überzeitlich (Beilage zum Programmbuch: Bach-Tage Berlin 1975).
- Was bedeutet uns Franz Liszt? (= Veröffentlichung der Joachim-Jungius-Gesellschaft der Wissenschaften. Nr. 31). Vandenhoeck & Ruprecht, Göttingen 1977, ISBN 3-525-85557-5.
- Der Tod am Klavier. Erzählung. August von Goethe Literaturverlag, Frankfurt am Main 2002, ISBN 3-8267-5106-X; 2., neu durchgesehene Auflage 2017, ISBN 978-3-8372-1988-3.
- Sarah Florimath. Eine Kriminalgeschichte. August von Goethe Literaturverlag, Frankfurt am Main 2017, ISBN 978-3-8372-1975-3.